# Anna Galljamovová
Anna Ruziljevna Galljamovová (rusky: Анна Рузильевна Галлямова; * 27. února 1986) je bývalá ruská reprezentantka ve sportovním lezení a ledolezení. Vicemistryně světa a Evropy a vítězka světového poháru v ledolezení (obtížnost), juniorská mistryně světa v lezení na rychlost.
Ledolezení se věnovala také její mladší sestra Naděžda Galljamovová, vicemistryně světa v ledolezení na rychlost.

## Výkony a ocenění
- 2002: juniorská mistryně světa
- 2009: vítězka Melloblocca (dělené místo), finalistka mistrovství světa
- 2010,2011: vítězka světového poháru v ledolezení
- 2012: vicemistryně Evropy, mistryně sportu Ruska mezinárodní třídy
- 2013: vicemistryně světa
- 2015: mistryně Ruska v boulderingu

### Závodní výsledky
sportovní lezení
| Melloblocco | Melloblocco |
| Rok         | 2009        |
| ----------- | ----------- |
| Bouldering  | 1-6         |

| Mistrovství světa ve sportovním lezení | Mistrovství světa ve sportovním lezení |
| Rok                                    | 2009                                   |
| -------------------------------------- | -------------------------------------- |
| Rychlost                               | 6                                      |

| Světový pohár ve sportovním lezení | Světový pohár ve sportovním lezení | Světový pohár ve sportovním lezení | Světový pohár ve sportovním lezení | Světový pohár ve sportovním lezení | Světový pohár ve sportovním lezení | Světový pohár ve sportovním lezení | Světový pohár ve sportovním lezení | Světový pohár ve sportovním lezení | Světový pohár ve sportovním lezení | Světový pohár ve sportovním lezení |
| Rok                                | 2005                               | 2006                               | 2007                               | 2008                               | 2009                               | 2010                               | 2011                               | 2012                               | 2013                               | 2014                               |
| ---------------------------------- | ---------------------------------- | ---------------------------------- | ---------------------------------- | ---------------------------------- | ---------------------------------- | ---------------------------------- | ---------------------------------- | ---------------------------------- | ---------------------------------- | ---------------------------------- |
| Rychlost                           | 22-23                              | 33-36                              | 0                                  | 19                                 | 0                                  | 0                                  | 0                                  | 0                                  | 0                                  | 0                                  |
| jednotlivě*                        | -,-, -,-,8                         | 11,-,-,-, -,-,-,-                  |                                    | 9,-,-, -,-,-                       |                                    |                                    |                                    |                                    |                                    |                                    |
|                                    |                                    |                                    |                                    |                                    |                                    |                                    |                                    |                                    |                                    |                                    |
| Bouldering                         | 56-58                              | 42-45                              | 33-35                              | 18                                 | 23                                 | 19                                 | 30                                 | 13                                 | 21                                 | 26                                 |
| jednotlivě*                        | -,-, 27,-                          | 18,-,-, -,-,-,-                    | 8,-,-, -,-,-,-                     | 10,6,-, -,-,-,-                    | -,-, 13,6,-                        | ,-,-,25, · -,15,25                 | 10,-,-,-, -,-,21,-,25              | 5,-,9, 10,17,-                     | 18,-,-,8, -,19,-,-                 | -,-,-,-, 15,-,-,11                 |
|                                    |                                    |                                    |                                    |                                    |                                    |                                    |                                    |                                    |                                    |                                    |
| Kombinace                          | 22                                 | 29                                 | —                                  | 18                                 | —                                  | —                                  | —                                  | —                                  | —                                  | —                                  |

* poznámka: nalevo jsou poslední závody v roce
| Mistrovství světa juniorů ve sportovním lezení | Mistrovství světa juniorů ve sportovním lezení | Mistrovství světa juniorů ve sportovním lezení |
| Rok                                            | 2002 kat A                                     | 2005 juniorky                                  |
| ---------------------------------------------- | ---------------------------------------------- | ---------------------------------------------- |
| Obtížnost                                      |                                                | 8                                              |
| Rychlost                                       | 1                                              | 3                                              |

ledolezení
| Mistrovství světa v ledolezení | Mistrovství světa v ledolezení | Mistrovství světa v ledolezení |
| Rok                            | 2011                           | 2013                           |
| ------------------------------ | ------------------------------ | ------------------------------ |
| Obtížnost                      | 3                              | 2                              |

| Světový pohár v ledolezení | Světový pohár v ledolezení | Světový pohár v ledolezení | Světový pohár v ledolezení | Světový pohár v ledolezení |
| Rok                        | 2010                       | 2011                       | 2012                       | 2013                       |
| -------------------------- | -------------------------- | -------------------------- | -------------------------- | -------------------------- |
| Obtížnost                  | 1                          | 1                          | 3                          | 8                          |
| jednotlivě* (2/4/3)        | ,5,5,                      | 5,,                        | ,,6,4,                     | ,5,4,-,-                   |

* poznámka: nalevo jsou poslední závody v roce
| Mistrovství Evropy v ledolezení | Mistrovství Evropy v ledolezení |
| Rok                             | 2012                            |
| ------------------------------- | ------------------------------- |
| Obtížnost                       | 2                               |